# 快速應變部隊
快速應變部隊（俗稱大Q；英文：Quick Reaction Force，縮寫：QRF）於2000年3月31日成立，隸屬於香港警務處行動處行動部新界北總區行動部邊界警區，為準軍事部隊，主要責任為巡邏新界北總區幅員達132平方公里的郊野、反偷渡、搜索及拯救，同時擔任後備部隊，隨時支援水警總區及各總區的野外行動等，以及隨時加強其他警區的警察力量。

## 組織
快速應變部隊基地位於新界北警察總部，編制上分成3隊，每隊有38名人員，其餘6名駐守於總部，共有120名人員。

## 歷史
香港主權移交前夕，駐港英軍從香港邊境禁區撤走，警務處遂向香港政府申請調撥資源，用以成立一支專門部隊──快速應變部隊，負責由沙頭角至尖鼻咀一連線的防止偷渡任務。2000年3月31日，快速應變部隊成立；基地設於前皇后山軍營，後來搬至大埔警署。
成立初期，快速應變部隊與警察機動部隊無太大分別，野外巡邏隊由警察機動部隊人員組成，人員會先被派駐邊界警區4個月，其中首3個月會駐守於文錦渡、沙頭角及落馬洲，其後一個月出任快速應變部隊。於1998年，合併措施推行後，野外巡邏隊編制不再從警察機動部隊調入，野外巡邏隊的組成完全交由邊界警區負責調派。至2000年代初期，元朗山貝河至尖鼻咀的一段邊境圍網交由元朗警區負責，當時快速應變部隊的其中一排轉交前者，逐漸，此排演變成現今天水圍分區的尖鼻咀小隊，編制與警察機動部隊基本上無分別，差異僅在於其只有3排（警察機動部隊編制為4排）。

### 歷任主管
- 白韋倫警司（外籍）[2]
- 張錦全警司
- 洪立峰總督察
- 陳仕敏總督察
- 劉冠騰總督察
- 張衛基總督察
- 施玉蟬女總督察
- 張健斌總督察

## 訓練
為了應付日常的工作挑戰，快速應變部隊於2010年代起應用一套嶄新的訓練計劃，以磨練人員在香港郊區執行任務的技能。訓練目標之一就是要發展一套特別的戰術，針對在險要偏僻的地形下，如何有效地搜索持械匪徒。為了充實訓練，部隊投放了大量的時間作研究，學習和應用新的技能。計劃的其中一個環節，人員須經常在演習中，模擬搜查及追捕持械的疑犯。快速應變部隊亦有利用定期的訓練日，使到人員熟習野外技能、推進和使用槍械戰術的基礎。及後透過演習，測試人員在這方面的知識，及指導人員如何解決不同地形所產生的戰術問題。
在該套專為快速應變部隊人員而設的綜合訓練中，人員同時須接受由民眾安全服務隊所提供地形閱讀和導航等相關訓練，並且學習熟用全球定位系統等的儀器。其他訓練還包括搜索及拯救、與包括政府飛行服務隊在內的其他部門合作，以提升人員在導航、野外技能及戰術等的應用技巧。 於2011年起，快速應變部隊人員接受由警察高空工作隊提供的斜面繩索定位課程。

## 裝備
每名人員的隨身裝備均重約30磅。

### 制服
- 長袖或捲袖迷彩制服，方便隊員於草叢或野外環境進行埋伏及其他行動部署
- 迷彩叢林帽、深藍色貝雷帽
- 軍靴

### 通訊器材
- 電筒
- 指南針
- 手提電話
- 對講機
- 無線電接收機
- 耳機
- 揚聲器
- 後備電池
- 全球定位系統
- 夜視鏡

### 救援工具
- 急救包
- 口罩

### 武器
- 萬用刀
- 手銬
- 胡椒噴霧
- 伸縮警棍
  - 警棍套：於2001年，警隊全面更換新款警棍套袋予人員，新警棍套以堅固而富彈性的纖維製成，採用橫向拔出設計，人員只須將警棍稍為向上拉出便可橫向拔出，讓拔警棍動作更順暢和敏捷。除此之外，新警棍套底部並非密封設計，因此不論伸縮警棍在任何長度下，均可放置於套袋中。另外，新警棍套提供4個斜度以祊調校，使人員攜帶警棍時更加舒適。新警棍套由香港製造，新的設計乃是獨一無二[5][6]。
- 史密斯威森軍警型左輪手槍，於2001年3月開始全部替換成為有防滑表面的橡膠槍柄，以減低後助力，槍柄皆為香港製造[7]。
  - 快速上彈器
    - 12發子彈

### 其他
- 勞工手套
- 警用手套，BNG190，採用 Nomex 防火材料，耐燃溫度達427度，同時具有防割防滑功能。
- 醫療手套
- 記事簿
- 文件
- 地圖
- 水袋或水壺
- 迷彩膏
- 熱能探測器

## 相關參見
- 警察機動部隊
  - 警察高空工作隊
- 野外巡邏隊
- 政府飛行服務隊
- 民眾安全服務隊

## 外部連結
- 快速應變部隊  發展新戰術應挑戰 （页面存档备份，存于）